# مکفارلاند (کانزاس)
مکفارلاند (به انگلیسی: McFarland) شهری در ایالت کانزاس کشور ایالات متحده آمریکا است که جمعیت آن در سرشماری سال ۲۰۱۰ میلادی، ۲۵۶ نفر بوده‌است.